# Thập niên 510
Thập niên 510 hay thập kỷ 510 chỉ đến những năm từ 510 đến 519.